# Общо споразумение по търговията с услуги

## Правно основание
Общото споразумение по търговията с услуги (ГАТС) е международен договор, изготвен и приет в рамките на Световната търговска организация (СТО), влязъл в сила през януари 1995 г. Появата му се дължи на инерцията, натрупана по време на преговорите по Уругвайския раунд. Договорът има за цел да разшири либерализацията в международната търговия в сферата на услугите и да продължи преследването на същите цели, за които е създадено Общото споразумение за тарифите и търговията (ГАТТ) по отношение на стоките.
Членки на ГАТС са всички страни по споразумението за създаване на СТО, като предоставянето на режим „най-облагодетелствана нация“ се прилага и по отношение на стоките.
Съгласно определението, дадено в ГАТС, понятието „услуги“ включва всяка услуга във всеки сектор освен услугите, предоставяни в процеса на упражняване на държавната власт, а „услуга, предоставена при упражняване на държавна власт“ означава всяка услуга, която нито се предоставя на търговска основа, нито в конкуренция с един или повече доставчици на услуги.
Най-важните принципи, залегнали в ГАТС са принципът на третиране „най-облагодетелстваната нация“ и принципът на еднаквото третиране на чуждестранните производители във вътрешното си законодателство. Съгласно първия принцип страните по Споразумението „незабавно и безусловно предоставят по отношение на услугите и доставчиците на услуги на всяка друга страна членка не по-малко благоприятно третиране от това, предоставяно по отношение на подобни услуги и доставчици на услуги на друга държава“. По силата на втория принцип, „всяка страна членка следва да предоставя на услугите и на доставчиците на услуги от всяка друга страна членка в секторите, вписани в нейния списък и при отчитане на условията и ограниченията, предвидени в него, третиране не по-малко благоприятно за всички мерки, засягащи предлагането на услуги, от това, предоставено на собствените є подобни услуги и доставчици на услуги“.
Държавите – страни по ГАТС предоставят на останалите държави т.нар. „списъци със задължения“ за либерализация в сферата на услугите, които съдържат списък на държавите, за чиито търговци се предоставя и същевременно се показват съществуващите ограничения по отношение на достъп до пазара, или които се ползват от „национално третиране“. Споразумението съдържа клауза, която задължава страните по него да продължават с прогресивната либерализация на пазара на услуги.

## История на ГАТС
Стоките като предмет на икономическа активност дълго време се считат за специфичен продукт, който не подлежи на реализация извън държавните граници на производителите. В допълнение към тези затруднения, група сектори от националните икономики традиционно се разглеждат като обект на изключителен държавен монопол или контрол предвид тяхното значение за индустрията или съществуването на естествен държавен монопол. Друга група сектори като например здравеопазване, образование и дори застрахователното дело се примат като задължения на правителството поради важността им за социалната интеграция и регионалната политика и поради високия риск при допускането на пазарния натиск.
Независимо от споменатите по-горе, определени сектори като международния финансов пазар и морския транспорт са открити за свободна конкуренция от векове и са част от естествените допълнения към търговията със стоки. През последното десетилетие на ХХ век редица правителства извършват сериозни структурни и законодателни промени, които отварят пътя за участието на частни търговски субекти и премахват бариерите пред свободното движение на услуги. Нарастващата роля на Интернет позволява предоставянето на нови варианти на традиционни и отдавна съществуващи вече услуги като електронното банкиране и дистанционното обучение. Понастоящем повечето правителства се стремят да осигурят възможности за привличане на частни инвестиции в някои от секторите, считани традиционно за зона на държавно регулиране. Предмет на особени разгорещени дискусии е либерализацията в сферата на телекомуникациите, пощите и железопътния транспорт.

## Включени сектори
Общото споразумение за търговията с услуги покрива четири „начина на предлагане“:
- Трансгранични услуги, от територията на една страна членка на територията на друга страна членка;
- Услуги, на територията на една страна членка на потребител на услуги от друга страна членка;
- Търговско установяване, от доставчик на услуги от една страна членка чрез търговско присъствие на територията на друга страна членка;
- Достъп на физически лица, доставчик на услуги от една страна членка чрез присъствие на физически лица от дадена страна членка на територията на друга страна членка.

Държавите членки на ГАТС сами решават кои сектори от националната икономика да либерализират за всеки конкретен случай, като допълнително решават и кои „начини на предлагане“ да позволят за всеки сектор. А под либерализация се разбира допускане на пазара на неограничен брой доставчици. Целта е усилване на конкуренцията.

## Дискусия по ГАТС
В рамките на кръга преговори Доха от началото на 2000 г. се провежда нов кръг консултации по ГАТС и изготвянето на нови списъци със задължения от страните. Към настоящия момент дискусията, предшестваща провеждането на следващия кръг преговори за изменението на ГАТС е насочена в следните насоки:
- Трябва ли „услугите, предоставени при упражняване на държавна власт“ като образованието и медицинското дело например да бъдат изключвани от ГАТС по силата на чл. 1 от Споразумението;
- Необходимо ли е предефиниране на самото понятие „услуги, предоставени при упражняване на държавна власт“;
- Необходими ли са някои от разпоредбите на общите изключения по Член XIV от Споразумението относно „опазването на обществения морал или за поддържане на обществения ред“ и т.н.;

## Критика
Основните насоки в критиката на дейността на ГАТС може да се обобщят в две основни направления:
- Наличие на демократичен дефицит – преговорите се водят на правителствено ниво при ниска прозрачност, което води до недостиг на информация към националните парламенти и към органите на гражданското общество. За разлика от тях представителите на едрия бизнес участват в изготвянето на политиката наравно с правителствата.
- Запазването на Споразумението в действие зависи единствено от спазването на неговите разпоредби, като заобикалянето на разпоредбите му във вътрешното законодателство не е съвместимо със задълженията по него. Секретариатът на ГАТТ няма възможност да оказва въздействие върху отделните правителства.

## Външен линк
Общо споразумение по търговията с услуги, от официалния сайт на Министерство на икономиката
Официален сайт на Световната търговска организация и ГАТС